# Tijana Višković
Tijana Višković (Požarevac, 1980) srpska je televizijska, pozorišna i filmska glumica i producent.

## Biografija
Rođena je 30. juna 1980. godine u Požarevcu. Odmah po rođenju odlazi u Bosnu i Hercegovinu, gde provodi detinjstvo, a u svojoj jedanaestoj godini se seli ponovo u Požarevac, gde završava osnovnu školu i gimnaziju. U Požarevcu se bavi glumom u amaterskom pozorištu „Milivoje Živanović” sve do završetka srednje škole, kada odlazi u Beograd, gde je diplomirala 2006. godine na Akademiji umetnosti „Braća Karić” na odseku glume u klasi  prof. Mirjane Karanović sa predstavom „Ljubavnik” Harolda Pintera.
U toku studiranja, igrala je u studentskim filmovima, a nakon studija, u predstavama, serijama i filmovima raznih produkcija. Idejni pokretač i producent je dva projekta/predstave: „San o Mileni” ( predstava o Mileni Pavlović Barili) i „Put velikana” (predstava posvećena velikanima srpskog glumišta izmedju dva svetska rata, a pre svega Milivoju Živanoviću), koje su doživele veliki uspeh u zemlji i inostranstvu i osvajale brojne nagrade na festivalima. Time je  podsetila na značajne istorijske ličnosti i umetnike poreklom iz grada Požarevca.
Osnivač i zastupnik je Udruženja umetnika ARTISTA, u čijoj produkciji su nastale predstave „San o Mileni” i „Put velikana”.
Bila je udata za muzičara Marka Milivojevića, sa kojim ima kćerku Unu. Živi i stvara u Beogradu.

## Filmografija
| God.       | Naziv                                   | Uloga                   |
| ---------- | --------------------------------------- | ----------------------- |
| 2000.-te   |                                         |                         |
| 2003.      | F (kratkometražni film)                 | Margareta               |
| 2006.      | Guča!                                   | mlada                   |
| 2010.-te   |                                         |                         |
| 2007.      | ON-LINE (kratkometražni film)           | majka i supruga         |
| 2009/2011. | Selo gori a baba se češlja (TV serija)  | vlajna Lenuca           |
| 2015.      | Rekvijem za Adama (kratkometražni film) | Nada Lambada            |
| 2013/2015. | Zvezdara (TV serija)                    | Vesna, Lepa, apotekarka |
| 2019.      | Šifra Despot                            | sekretarica             |
| 2019/2020. | Urgentni centar (TV serija)             | Nada Erić               |

## Uloge u pozorištu
- 2008. „Ćelava pevačica”, uloga Mery, scena „Mata Milošević”, produkcija: FDU
- 2010. „Radi mi svašta”, uloga sumnjive tetkice, režija Vladimir Lazić, produkcija: Pozorište Slavija
- 2011. „Anarhija u Bavarskoj”, glavna uloga – Fonix, produkcija: SKC
- 2017. „Knez Lazar i kneginja Milica”, uloga pripovedača, trupa Teatar Maska
- 2018. „Novi fragmenti o Mileni Pavlović Barilli”, performans
- 2018. „San o Mileni” idejni pokretač, organizator, producent predstave o Mileni Pavlović Barilli, u kojoj igra glavnu ulogu – ulogu Milene Pavlović Barilli.
- 2021. „Put velikana”, idejni pokretač i producent predstave, u kojoj igra ulogu Javorke Milosavljević

Predstave za decu
- 2008. „Čudno društvo”, uloga vile, Pozorište Slavija
- 2009. „Čarobna knjiga”, glavna uloga – uloga Pinokija, „Teatar Dodir”
- 2016. „Zemlja Dembelija”, uloga majke i ruske balerine
- 2017. „Iza duge”, uloga Blesane
- 2017. „Pobuna igračaka”, uloga devojčice Maše i Lulane

### San o Mileni
Predstava „San o Mileni” je o Mileni Pavlović Barilli, slikarki poetesa, scenografkinji, ilustratorki, preteči savremene multimedijalne umetnice centralna je tema predstave. Nastala je iz višemesečnog dokumentarnog pozorišnog istraživanja biografije slikarke u kontekstu socijalnog političkog koncepta međuratnog perioda 20. veka u kom je živela, te pozorišnog istraživanja jezika i forme predstave u kontekstu lične likovne estetike Milene Pavlović Barilli.
Dramaturšku matricu predstave čine pisma, kritike, dnevničke beleške, analitički tekstovi, poezija Milene Pavlović Barilli, te poetski zapisi Jelene Bogavac i Miodraga Kovačevića, po biografskoj dokumentarnoj građi porodica Pavlović Barilli.
Predstava definiše najvažnije životne događaje Milene Pavlović Barilli, prelamajući je kroz prizmu njenih remek dela- zato predstava govori o Mileni jezikom simbola njene umetnosti.
Video rad formulisan je tako da prekriva pregršt likovnih reprodukcija, te skenova dokumenata i pisama umetnice.
Životni, emotivno racionalni, spoznajni, te karijerni usponi i padovi slavne umetnice problematizuju i pokreću večite teme umetničkog puta ili puta umetnosti- traganje, ostvarenje, život uslovljen tržištem,umetnost u raljama kapitalizma, umetnička sloboda, dihotomija nasleđa, tragika istorijskih okolnosti, svemir pojedinca, politički autizam, sudar lokalnog i globalnog, međuzavisnost ličnog i kolektivnog.
Predstava je edukativni, visokopoetizovani zapis o životu i delu jedne od najzanimljivijih lokalnih umetnica 20. veka, koja je stekla svetsku slavu.
Pokretač i producent je Tijana Višković, profesionalna glumica i predsednica Udruženja umetnika ARTISTA, u čijoj produkciji je nastala ova predstava, uz podršku grada Požarevca. Režiju i dramaturgiju potpisuje Jelena Bogavac, Miodrag Kovačević je stručni saradnik, istraživač, kompozitor i izvođač pesama na poeziju Milene Barili. Kostime je osmislio Aleksandar Kovačević, a dizajn zvuka i video-rad Igor Marković.
U predstavi igraju: 
- Tijana Višković,
- Jovan Zdravković,
- Marko Panajotović,
- Aleksandra Veljković i
- Miodrag Kovačević.

Svoju uspešnu premijeru, predstava je imala u Požarevcu 17. decembra 2018. godine u Centru za kulturu u Pozarevcu, a beogradsku premijeru 6. februara 2019. godine u Bitef teatru u Beogradu. Do sada predstava je gostovala u brojnim gradovima Srbije i van granica naše zemlje.

### Put velikana
Predstava „Put velikana” govori o našim legendama srpskog glumišta i njihovim susretima: Milivoju Živanoviću, Branislavu Nušiću, Žanki Stokić, Ljubinki Bobić.
„Put velikana“ je priča o velikanima pozorišne umetnosti s  početka 20. veka. Dan uoči Nušićeve smrti, obilaze ga prijatelji, kolege, glumci koje je voleo i koji su njega duboko poštovali i voleli.  Milivoje Živanović, Žanka Stokić, mlada glumica Javorka, u večitom kamčenju nove uloge, kasnije se pojavljuje i Ljubinka Bobić.
Da bi razonodili i oraspoložili voljenog Nušića, puni dosetki, pesme i anegdota prikazujući jedno prošlo vreme, kad je pozorište u Srbiji značilo više od života. Duhovita, zabavna, ali i setna priča o jednom vremenu, punom nostalgije, začinjeno urnebesnim pričama o ondašnjem načinu života, ali takodje i dramatičnim sudbinama ovih velikana srpske umetnosti.
Predstava je rađena prema tekstu Boška Puletića, u dramatizaciji i režiji Vesne Stanković. Kostimograf je Ivana Ristić, scenograf Dragan Sovilj i muzika Vlastimira Pavlovića Carevca.
Uloge:
- Milivoje Živanović – Lepomir Ivković
- Branislav Nušić – Boško Puletić
- Javorka Milosavljević- Tijana Višković
- Žanka Stokić – Vesna Stanković
- Ljubinka Bobić – Sonja Knežević

Svoju uspešnu premijeru je imala u Centru za kulturu Požarevac 28. decembra 2021. godine, a beogradska premijera je izvedena u Narodnom pozorištu 19. januara 2021. godine. Predstavu je podržao Grad Požarevac i Centar za kulturu Požarevac, a nastala je u produkciji Udruženja umetnika ARTISTA, čiji je zastupnik Tijana Višković.

## Spoljašnje veze
- Tijana Višković na sajtu  (jezik: engleski)
- „Predstava „San o Mileni“: „Na celom svetu joj je bio dom, na celom svetu bila je sama“”. Krug Portal. Приступљено 6. 5. 2022.